# Cynometra greenwayi
Cynometra greenwayi är en ärtväxtart som beskrevs av John Patrick Micklethwait Brenan. Cynometra greenwayi ingår i släktet Cynometra, och familjen ärtväxter. Inga underarter finns listade i Catalogue of Life.